# Ullervads landskommun
Ullervads landskommun var en tidigare kommun i dåvarande Skaraborgs län.

## Administrativ historik
När 1862 års kommunalförordningar trädde i kraft inrättades i Sverige cirka 2 500 kommuner. Huvuddelen av dessa var landskommuner (baserade på den äldre sockenindelningen), vartill kom 89 städer och åtta köpingar. I Ullervads socken i Vadsbo härad i Västergötland inrättades då denna kommun.
Vid kommunreformen den 1 januari 1952 bildade den storkommun genom sammanläggning med kommunerna Ek, Ekby, Låstad, Odensåker, Tidavad och Utby.
År 1971 upplöstes den och delarna överfördes till Mariestads kommun.
Kommunkoden 1952-1970 var 1639.

### Kyrklig tillhörighet
I kyrkligt hänseende hörde kommunen till Ullervads församling. Vid kommunreformen 1952 tillkom de sex församlingarna Ek, Ekby, Låstad, Odensåker, Tidavad och Utby.

## Geografi
Ullervads landskommun omfattade den 1 januari 1952 en areal av 163,29 km², varav 151,96 km² land.

### Tätorter i kommunen 1960
I Ullervads landskommun fanns tätorten Ullervad, som hade 357 invånare den 1 november 1960. Tätortsgraden i kommunen var då 13,4 procent.

## Politik

### Mandatfördelning i valen 1938-1966
| 6 | 3 | 4 | 2 | 5 |

| 20 |

| 8 | 12 |

| 20 |

| 7 | 13 |

| 20 |

| 9 | 16 | 4 | 6 |

| 34 |

| 9 | 14 | 5 | 7 |

| 31 |

| 8 | 15 | 3 | 9 |

| 33 |

| 10 | 15 | 3 | 7 |

| 32 |

| 9 | 16 | 3 | 7 |

| 33 |